# Formula Easter
La Formula Easter (o Forma Easter ) è stata una serie di corse automobilistiche per monoposto a ruote scoperte attiva durante gli anni 1970-1980, creata specificatamente per i piloti del blocco comunista. Le auto erano composte esclusivamente da parti prodotte dalle industrie dei paesi del COMECON o create da zero da privati del blocco orientale . Nominalmente, la serie apparteneva alla Categoria 9 e al Gruppo Tecnico 8 FIA sebbene quest'ultima ne riconoscesse solo l'esistenza, senza però sanzionarla ufficialmente.

## Specifiche tecniche

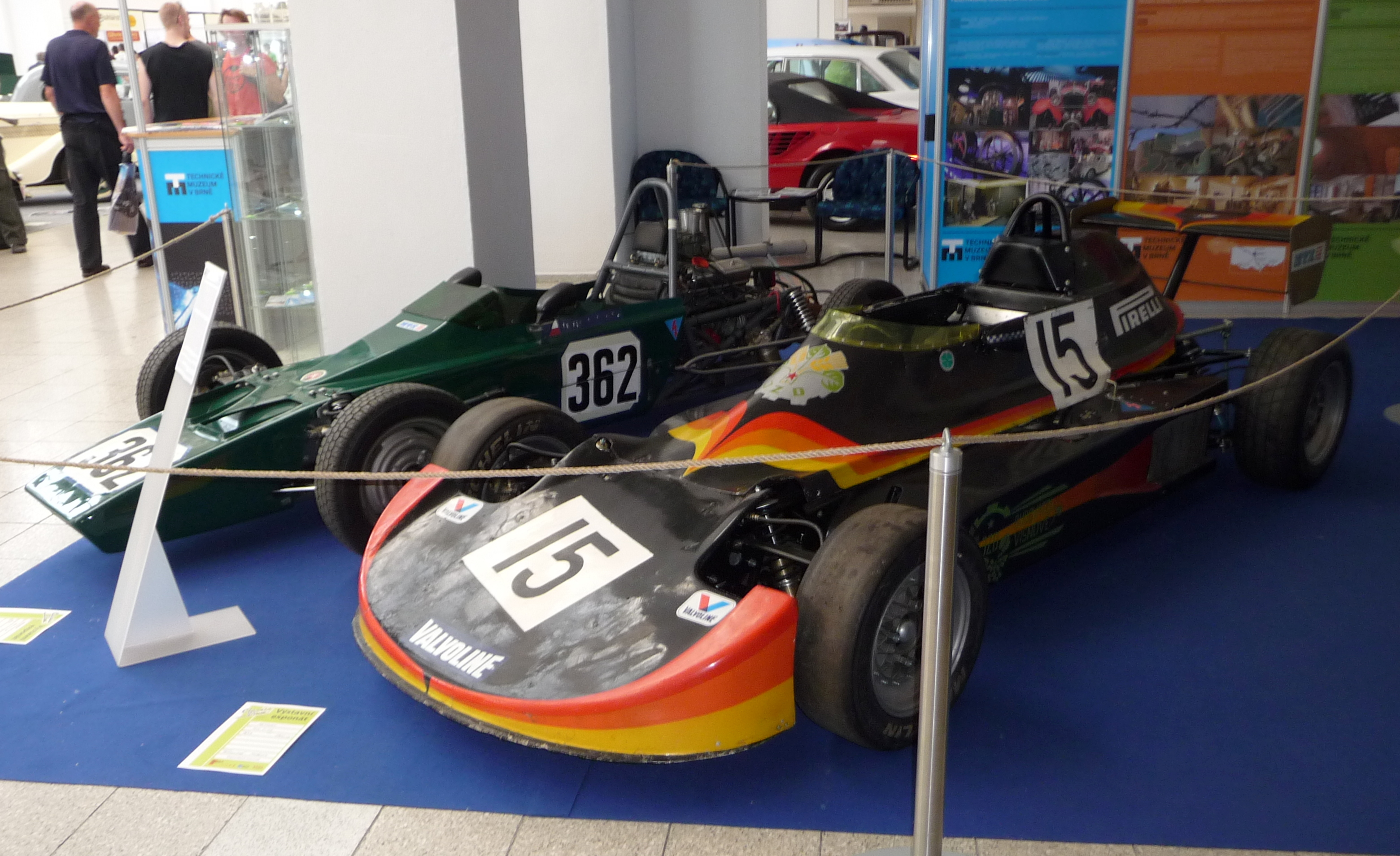
Formula MTX 1-02 e MTX 1-03

La cilindrata del motore fu limitata a 1300 centimetri cubi, limitazione che ha portato all'adozione diffusa del blocco motore della vettura Lada ( Zhiguli ) 21011. Questi motori sovietici a 4 cilindri in linea erogavano 70-75 CV di potenza direttamente dalla catena di montaggio, ma potevano essere potenziati fino a 90-110 CV senza grossi sforzi.
Il regolamento della Formula Easter proibiva qualsiasi modifica ai carburatori, ai pistoni o all'albero a camme. I team meglio finanziati erano in grado di reperire queste componenti dalle auto Lada realizzate per i mercati di esportazione al di fuori del blocco orientale, poiché tali lotti presentavano una migliore fattura e maggiori potenzialità di messa a punto. Alcuni team optarono per i motori delle Dacia 1300, Polski Fiat 125p, Skoda 105 o Wartburg 353, per orgoglio di rappresentanza nazionale, ma questi equipaggiamenti furono meno popolari nella serie.
I motori di provenienza Lada erano talvolta accoppiati a cambi in magnesio fuso di provenienza Zaporozhets ZAZ-968 di fabbricazione sovietica tramite connettori portanti realizzati su misura, una configurazione che facilitava l'accesso e la sostituzione degli ingranaggi durante i pit stop, contribuendo così ad alleviare i limiti imposti dalle trasmissioni a 4 velocità con comando manuale.
Le sospensioni erano solitamente adattate dai minivan Barkas della Germania dell'Est. I semiassi provenivano spesso dalle fuoristrada e dai minivan UAZ di fabbricazione sovietica. La decelerazione era assicurata da dischi freno Lada abbinati a pinze Wartburg a quattro pistoncini della Germania dell'Est. Il sistema di sterzo veniva spesso adattato dalle utilitarie Trabant della Germania dell'Est, ma richiedeva ampie personalizzazioni per adattarsi allo spazio disponibile.

## Supporto all'industria e al contesto economico
Molte squadre decisero di assemblare le proprie auto nei propri garage o capannoni, e l'intero processo a volte durò fino a 4 anni, includendo la saldatura dei telai tubolari e la stesura di strati di fibra di vetro o di resina sintetica per la carrozzeria, con l'aerodinamica solitamente migliorata aggiungendo semplici alettoni anteriori e posteriori per aumentare la deportanza.
I team meglio finanziati potevano acquistare una vettura da corsa di Formula Easter pronta all'uso o solo il telaio carrozzato dall'Estonia o dal garage Metalex in Cecoslovacchia, ma le autorità di controllo (ovvero i comitati tecnici) ebbero un certo successo nell'applicare la natura dichiarata e preferita della serie di gare, ovvero bassi costi di ingresso e bassi costi di gestione.
Anche gli pneumatici dovevano essere di origine socialista per essere omologati per le gare, ma i team minori avevano difficoltà a reperire un numero sufficiente di nuovi pneumatici da corsa dando così origine a un mercato di seconda mano di pneumatici usati e a volte pericolosamente usurati. Questi venivano spesso utilizzati durante i test, in modo da non degradare i pochi preziosi pneumatici da corsa nuovi prima della gara.

## Le corse
Gli eventi di Formula Easter si sono spesso svolti a Schleiz (RDT), all'Autodrom Most (CZ), a Minsk (RSS Bielorussa) e a Kiev (RSS Ucraina), nell'ambito della serie Cup of Peace and Friendship . In alcuni Paesi si sono tenute anche gare nazionali di Formula Easter, a cui hanno partecipato fino a due dozzine di vetture.
Le serie internazionali erano dominate principalmente dalle monoposto Estoni, che ebbero il maggior successo e vinsero molti titoli, perché l'Estonia era più aperta al mondo occidentale rispetto al resto dell'URSS, quindi era più facile ottenere informazioni sulla tecnologia delle corse occidentali. Anche le squadre Sovietiche, della DDR e della Repubblica Cecoslovacca ottennero buoni risultati in quanto potevano contare su un certo sostegno da parte delle loro industrie automobilistiche nazionali. I team minori, come quelli ungheresi (che non avevano una produzione automobilistica nazionale), dovettero ricorrere a vetture da corsa costruite in casa, equipaggiate con motori Lada di serie non destinati all'esportazione, oppure affidarsi a donazioni amichevoli di auto di Formula Junior e Formula Vee in disuso dalla Germania dell'Est, che dovettero essere ampiamente rielaborate per qualificarsi per la Formula Easter.
Dopo la caduta del comunismo, molti team e piloti della Formula Easter si convertirono alla serie Formula Ford.

## Riferimenti
1. ↑   Weekly Bulletin, The Agency, 1986,  p. 15.
2. ↑   Joe Saward e Jim Bamber, The World Atlas of Motor Racing, Bdd Promotional Book Co, December 1989, ISBN 978-0-7924-5017-7. -  In the USSR, racing interest is strong in Estonia, where many of the Formula Easter chassis are built,